# El eterno redentor
El eterno redentor es una obra de teatro popular sobre la pasión de Cristo, representada durante la Semana Santa católica desde 1960 en General Ignacio Romero Vargas, comunidad de la ciudad mexicana de Puebla, y suspendida en 2020 y 2021 a causa de la pandemia por Covid-19.  
Esta puesta en escena fue escrita por el médico Jorge Morales Flores, quien actuó el papel de Jesús durante los primeros 50 años, de forma ininterrumpida, lo que le permitió ingresar al Libro Guinness de los récords. Morales Flores también cuenta con un reconocimiento del papa Juan Pablo II por este proyecto, el cual dirigió desde su primera presentación y hasta 2018.

## Historia
El título original de la obra fue El divino salvador. El libreto de esta versión, escrita e ilustrada a mano por Jorge Morales Flores, se perdió poco después del estreno en 1960. Su autor reescribió la pieza - de nuevo a mano-, nombrándola esta vez El eterno redentor. Además de la pasión y muerte de Cristo que ya figuraban en la primera versión, la segunda incluye escenas con la Sagrada Familia y su huida de Egipto, así como otras ubicadas en el circo romano. En ambos casos, las autoridades eclesiásticas locales revisaron y validaron el contenido.
La idea de representar la muerte de Cristo a través de una puesta en escena surgió a partir de cuatro sueños que tuvo Morales Flores un año antes del estreno de la obra, en 1959, cuando contaba con 15 años de edad. En dichos sueños, asegura, se le apareció el propio Jesucristo, quien le encomendó la tarea de mostrar a la gente cómo murió. Luego del último sueño, el entonces estudiante de secundaria y obrero textil decidió escribir una obra de teatro y reclutar a sus hermanos y vecinos para representarla. Fue así que nació el Cuadro Artístico Pablo de Tarzo (escrito de esta forma a pesar de que la ortografía correcta es "Tarso").
El primer año la producción rentó los trajes y la utilería en un negocio de la ciudad de Puebla, pero a partir de 1951 los propios actores y actrices ayudaron a la elaboración de todo el material. 
El tamaño del proyecto fue creciendo cada año, así, en 1960, el cuadro actoral contaba con poco más de 20 personas, para la década de 1970 había crecido a cerca de 200, mientras que para la segunda década del siglo XXI sumaban entre 500 y 900, mientras que se calculaban cerca de 50 personas como público en cada representación.

### Hitos
A lo largo de su historia, El eterno redentor ha alcanzado notoriedad y atraído la atención de público, medios y artistas.

#### Siempre en Domingo
En la primavera de 1971, El eterno redentor fue escenificada en vivo en el programa de televisión Siempre en domingo que conducía Raúl Velasco.

#### La Villa
A finales de la década de 1980, el Cuadro Artístico Pablo de Tarzo recibió la invitación para presentar su proyecto durante la Semana Santa en la Villa, en el Cerro del Tepeyac de la Ciudad de México. 
Si bien antes habían escenificado parte de su obra fuera de su comunidad, ésta sería la primera vez que esto sucedería durante la celebración de la Semana Santa, lo que causó en un inicio el rechazo de los pobladores de Romero Vargas, quienes amenazaron con no dejar ir al cuadro. Finalmente, luego de que el sacerdote local intercediera, El eterno redentor pudo montarse en la explanada de la Villa, donde sería grabada para la televisión.

#### Bienal de fotografía
En 1984, la serie del antropólogo y fotógrafo John O’Leary que documentó el montaje de la obra fue reconocida con un premio en la IV Bienal de Fotografía de Pachuca organizada por el Instituto Nacional de Bellas Artes.

## Jorge Morales Flores
El escritor, director y protagonista durante 50 años de El eterno redentor es un médico egresado de la universidad pública del estado de Puebla, la BUAP. Gracias a su participación en este proyecto ha sido entrevistado por diversos medios locales y nacionales desde los primeros años del proyecto.
En 2010, Jorge Morales terminó su periodo protagonizando la obra, y dejando el puesto en 2011 a su sobrino Heriberto Morales, quien desde recién nacido fue parte de la obra, representando al niño Jesús; posteriormente interpretó a José, Juan El Bautista y Simón Cirineo, entre otros papeles. De acuerdo a las nuevas reglas del comité organizador, el papel de Cristo sería representado por máximo 3 años por la misma persona.
Sin embargo, después de su última aparición oficial como Jesucristo en la Semana Santa de 2010, el doctor Morales interpretó el papel de Jesús de Nazareth al menos tres veces más: durante el Congreso Nacional de la Escenificación, Pasión, Vida y Muerte de Cristo, en mayo de ese mismo año; un año más tarde, en la segunda edición del mencionado congreso, y una vez más en 2011 en la representación del Domingo de Ramos en San Lorenzo Axocomanitla, Tlaxcala.
Para 2011, el relevo 

## Reconocimientos
En 2015, Jorge Morales Flores ingresó al Libro Guinness de récords por interpretar a Jesucristo de manera ininterrumpida por 50 años, desde 1960 hasta 2010, en la obra El eterno redentor. Para ello, el médico y autor de la pieza teatral, entregó como pruebas recortes de periódicos y los permisos del gobierno de la ciudad de Puebla que solicita cada año para montar la obra en la junta auxiliar de Romero Vargas.

## Suspensión durante la pandemia por Covid-19
En 2020, por primera vez en su historia, la representación de El eterno redentor fue suspendida suspendida a causa de la pandemia por Covid-19, hecho que se repitió en 2021 por la misma causa.